# Caramelo Criminal
Caramelo Criminal ist ein Musiker-Duo bzw. das spanischsprachige Bandprojekt der Brüder Don Caramelo und Paco Mendoza.
Don Caramelo und Paco Mendoza wurden als Söhne einer peruanischen Mutter und eines paraguayischen Vaters in Argentinien geboren. Paco Mendoza, auch bekannt als El Criminal fing zuerst mit Rockmusik an, entdeckte dann jedoch bald seine Liebe zum Reggae, zu Latin und Dancehall. Don Caramelo versuchte sich zuerst an der Münchener Hip-Hop-Band Blumentopf.
Zusammen mit dem Silly Walks Movement brachten die Brüder ein auf Spanisch gesungenes Album namens Caramelo Criminal auf den Markt (2004).
Im Jahr 2006 brachten die Brüder gemeinsam mit Sascha und Dungee als Raggabund das Album „Erste Welt“ heraus.

## Diskografie
- 2004: Caramelo Criminal & Silly Walks - Caramelo Criminal